# Enicospilus sedlaceki
Enicospilus sedlaceki är en stekelart som beskrevs av Ian D. Gauld och Mitchell 1981. Enicospilus sedlaceki ingår i släktet Enicospilus och familjen brokparasitsteklar. Inga underarter finns listade i Catalogue of Life.